# Tulipan turkiestański

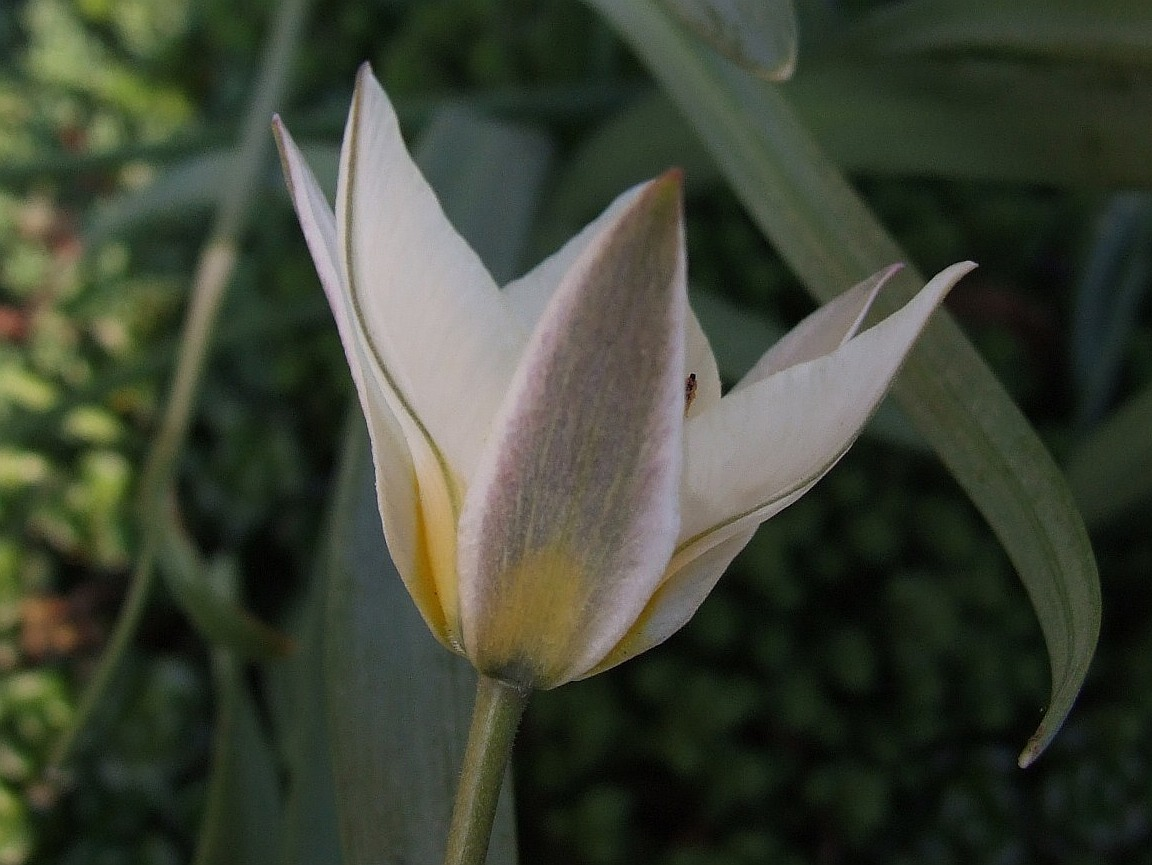
Kwiat

Tulipan turkiestański (Tulipa turkestanica) – gatunek rośliny z rodziny liliowatych. Pochodzi ze środkowej Azji, z obszaru Turkiestanu i Kirgistanu. Jest uprawiany jako roślina ozdobna, przez ogrodników zaliczany jest do 15 grupy tulipanów uprawnych, tzw. tulipanów botanicznych.

## Morfologia
ŁodygaWzniesiona, prosta, dość gruba, naga, o wysokości do 25 cm.
LiścieUlistnienie skrętoległe, liście duże, bezogonkowe, eliptyczno-lancetowate, pokryte woskowym nalotem. Jest ich zazwyczaj 2–4, najniższy i największy wyrasta bezpośrednio z cebuli, pozostałe z dolnej części łodygi.
KwiatyBardzo charakterystyczną cechą tego gatunku jest występowanie na jednej łodydze do 12 kwiatów, w przeciwieństwie do większości gatunków tulipanów, które wytwarzają tylko jeden kwiat. Okwiat niezróżnicowany, składa się z 6 dużych płatków ułożonych w dwu okółkach. Wewnątrz okwiatu 6 dużych pręcików i 1 trzykomorowy słupek z trójdzielnym znamieniem. Płatki okwiatu są trójkątne, wydłużone, białe, z żółtą plamą od środka i szeroko rozwarte. Po zewnętrznej stronie często posiadają pasiaste zielonkawo-fioletowe wybarwienia, szczególnie przez środek płatka.
Część podziemnaNieduża cebula okryta suchą łuską, zwykle brunatną lub brązową.

## Biologia
Bylina, geofit. Kwitnie wcześniej od innych tulipanów, bo już na początku wiosny. Zapylany jest przez owady. Kwiaty podczas złej pogody zamykają się. Mechanizm tego ruchu polega na tym, że podczas niskiej temperatury szybciej rosną płatki okwiatu po zewnętrznej stronie, co powoduje zamykanie się kwiatów, gdy zrobi się cieplej, szybciej rosną płatki od wewnętrznej strony i kwiat otwiera się.

## Uprawa
- Wymagania. Nie ma specjalnych wymagań co do gleby, najlepiej jednak rośnie na próchnicznej glebie o odczynie obojętnym, lekko kwaśnym lub lekko zasadowym. Stanowisko powinno być słoneczne.
- Sposób uprawy. Cebule wysadza się do ziemi jesienią, na głębokość 6–10 cm. Powinny być przed sadzeniem zaprawione przez moczenie w odpowiednich preparatach grzybobójczych. Nawozi się już jesienią po zasadzeniu cebul, potem wiosną przed kwitnieniem.
- Rozmnażanie. Głównie przez cebule przybyszowe wytwarzane na macierzystej cebuli.